# Tournée
Una tournée (dal francese tourner, girare) o tour (dal francese "giro") è una serie di spettacoli o concerti dati in diverse località da parte di un artista, di una compagnia teatrale, di una compagnia di danza, di un gruppo musicale o di un'orchestra.
Il sistema delle tournée musicali è cresciuto così tanto da divenire un vero e proprio strumento di promozione musicale per molti gruppi musicali. Una tournée può rappresentare per molti gruppi l'unico strumento per farsi conoscere.
Stando a quanto hanno riportato alcuni giornalisti di musica nel 2022, un sempre maggior numero di artisti rinuncerebbe a prendere parte a delle tournée a causa dei costi organizzativi giudicati eccessivi e dovuti all'inflazione economica. Molti musicisti hanno dichiarato di aver annullato dei tour per preservare la loro salute psico-fisica.